# Cololejeunea caledonica
Cololejeunea caledonica là một loài Rêu trong họ Lejeuneaceae. Loài này được (Gottsche) R.M. Schust. mô tả khoa học đầu tiên năm 1963.